# TBA
|  | Wiktionary har en ordboksartikel om TBA. |

TBA är en förkortning för den engelska: frasen "To Be Announced" som fritt översatt betyder "meddelas senare" eller "kommer att tillkännages". Förkortningen används även på svenska.